# 이집트군 최고평의회
이집트군 최고평의회(Supreme Council of the Armed Forces, المجلس الأعلى للقوات المسلحة‎)는 이집트의 고위 군인 18명으로 구성되어 있으며, 2011년 이집트 혁명의 여파로 2011년 2월 11일에 대통령 직을 사임한 호스니 무바라크에게 권력을 이양 받았다.
이 평의회는 정기적으로 열리지 않고 국가 비상 사태 시에만 열리는 것으로, 2011년 이집트 혁명 이전에는 이스라엘과의 중동 전쟁 당시에 두 번 열린 바 있다. 2011년 혁명 과정에서, 군 최고평의회는 2011년 2월 9일 처음으로 회견했으며, 이틀 후 권력을 인수하였다.
평의회의 의장은 무바라크 밑에서 국방장관을 지낸 이집트군 참모총장 모하메드 후세인 탄타위 원수가 맡았으며, 구성원은 공군 사령관 레다 마무드 하페즈 모하메드 원수, 군 참모장 사미 하페즈 아난 중장, 방공군 사령관 압드 엘 아지즈 세이프엘딘 중장, 해군 참모총장 모합 마미시 중장 등이다. 알자지라에 따르면, 2주 전 무바라크가 부통령으로 지명한 오마르 술레이만 대장, 총리로 지명한 아메드 샤피크 공군 원수 또한 이 평의회의 구성원으로 지명되었다.

## 구성원

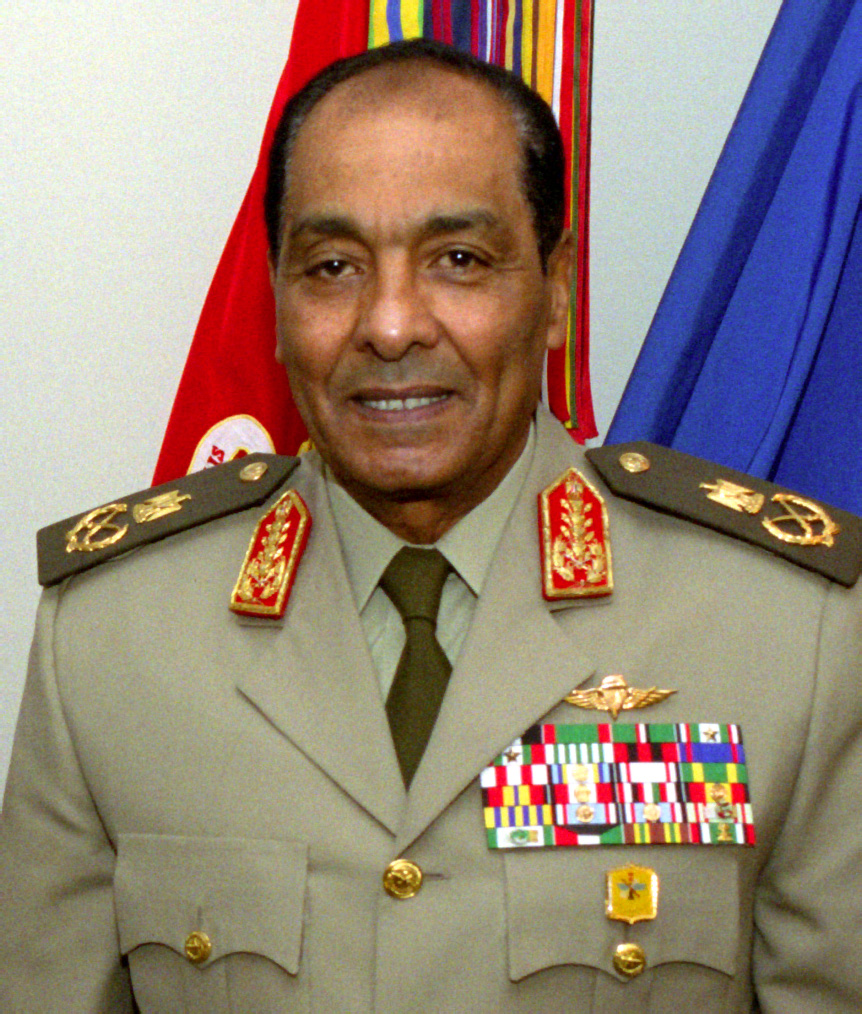
모하메드 후세인 탄타위 의장.

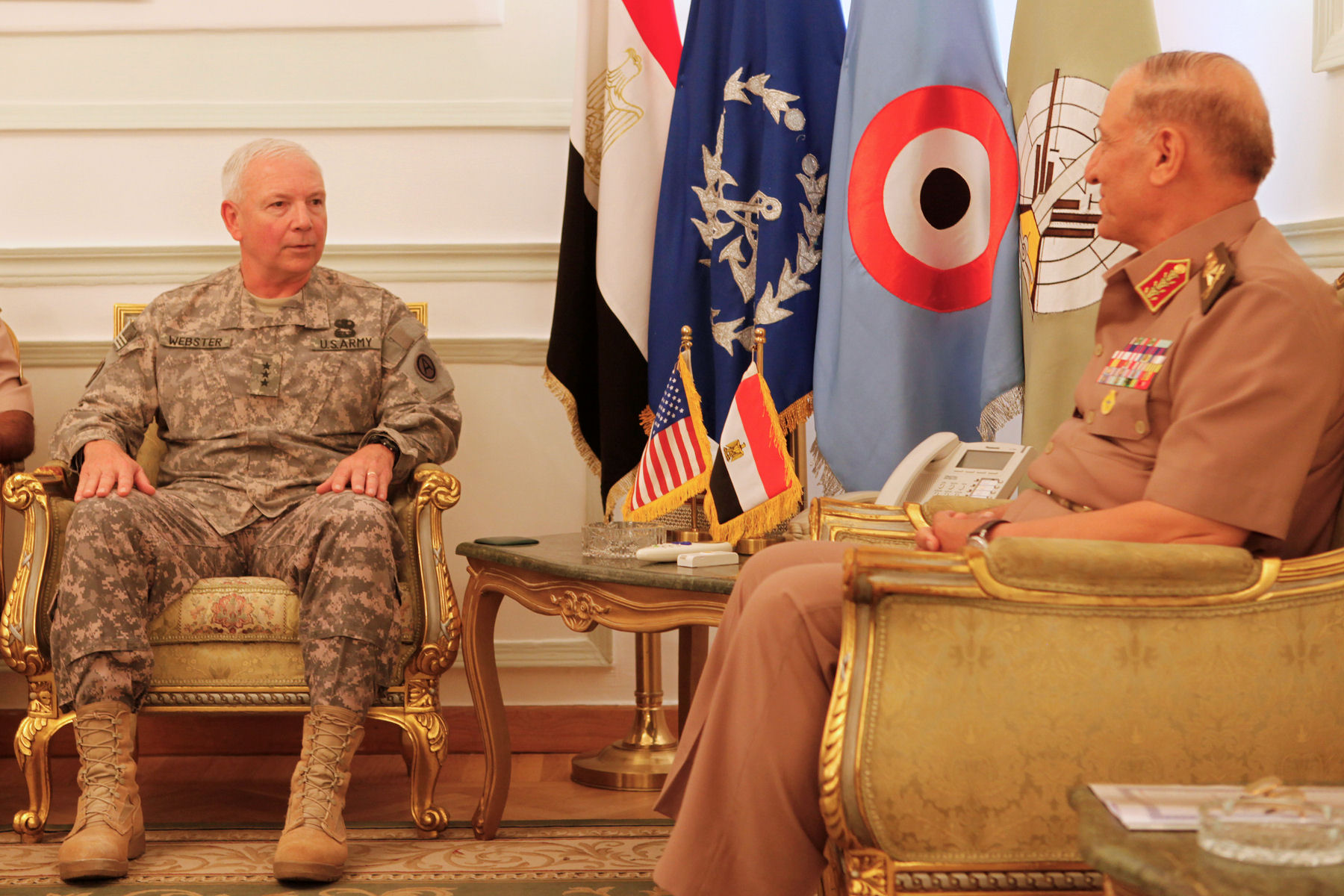
사미 하페즈 아난 부의장. (오른쪽)

- 원수 모하메드 후세인 탄타위 – 의장 – 이집트군 참모총장
- 중장 사미 하페즈 아난 – 부의장 – 군 참모장
- 중장 모합 마미시 – 해군 참모총장
- 원수 레다 마무드 하페즈 모하메드 – 공군 사령관
- 중장 압드 엘 아지즈 세이프엘딘 – 방공군 사령관
- 대장 하산 알르위니 – 군사 중앙 지대 사령관
- 참모 이스마일 오스만 – "Director of the Morale Affairs Department"
- 대장 모센 알파나그리 – 국방부 부장관
- 참모 모하메드 압델 나비 – 이집트 국경 경비대 사령관
- 참모 모하메드 헤자지 – 제3야전군 사령관
- 참모 소비 세드키 – 제2야전군 사령관
- 북부, 남부, 서부 군사 구역의 익명의 일곱 지휘관[1]

## 같이 보기
- 이집트군
- 계엄